# Sony Alpha 65
Die Sony Alpha 65 (auch Sony α65) ist eine digitale Spiegelreflexkamera mit feststehendem, teildurchlässigem Spiegel (SLT-Technologie), die von Sony entwickelt wurde. Sie wurde am 24. August 2011 vorgestellt und zusammen mit ihrem „großen Bruder“, der Sony Alpha 77, auf den Markt gebracht. Die Alpha 65 stellt die Spitzenklasse der Mittelklasse-SLT-Kameras von Sony dar.

## SLT-Technologie
Die Single-Lens Translucent (SLT)-Technologie ist eine von Sony entwickelte Bauweise für Kameras der Alpha-Serie. Sie verwendet einen feststehenden, halbdurchlässigen Spiegel (Pellicle Mirror), der das Licht gleichzeitig auf zwei Sensoren verteilt. Ein Teil des Lichts trifft auf den Bildsensor, der Fotos und Videos aufzeichnet. Der andere Teil wird zum Phasen-Autofokus-Sensor geleitet, der senkrecht zur Objektivachse liegt. Dadurch ist ein dauerhafter Phasen-Autofokus möglich, selbst bei Videoaufnahmen, Live-View und Serienbildern. Die Kameras nutzen einen elektronischen Sucher (EVF), der das Bild direkt vom Sensor anzeigt.

## Technische Merkmale
- Sensor: Exmor APS HD CMOS (23,5 × 15,6 mm), 24,3 Megapixel
- ISO-Empfindlichkeit: 100–16.000 (erweiterbar auf 25.600 durch Mehrfachbildkombination)
- Speichermedien: Memory Stick PRO Duo / PRO-HG Duo / PRO-HG HX Duo, SD, SDHC, SDXC
- Autofokus-Modi: AF-C, AF-S, AF-A, Fokusverriegelung, Eye-Start-AF, manueller Fokus
- AF-Felder: 15 Punkte, wählbar (automatisch, Zone, Spot, lokal)
- Belichtungsmodi: Standard, lebendig, Porträt, Landschaft, Sonnenuntergang, Schwarzweiß, A, P, S, M
- Belichtungsmessung: 1200-Zonen-Messung, Mehrfeld, mittenbetont, Spot
- Blitz: Integriert, Pop-up, Auto, Aufhellblitz, Langzeitsynchronisation, Rückwandsynchronisation, Rote-Augen-Reduktion, kabellos, ADI-Blitz, Vorblitz-TTL, manuell
- Blitzbelichtungsreihe: 1/3, 1/2, 2/3 EV in 3 Bildern
- Verschluss: Elektronisch gesteuerter, vertikal ablaufender Schlitzverschluss
- Verschlusszeiten: 1/4000 s bis 30 s, Bulb-Modus
- Serienbildgeschwindigkeit: Bis zu 10 Bilder/s (Hi), 3 Bilder/s (Lo)
- Sucher: 0,5" TruFinder XGA OLED mit 2.359.296 Bildpunkten
- Bildschirm: 3" TFT Xtra Fine LCD mit TruBlack-Technologie, 921.600 Bildpunkte
- Weißabgleich: Automatisch, Tageslicht, Schatten, Bewölkt, Glühlampe, Leuchtstoffröhre (verschiedene Typen), Blitz, Farbtemperatur, Farbfilter, benutzerdefiniert
- Videoaufnahme: Full HD 1080p mit H.264-Kompression, Stereo-Ton
- Anschlüsse: USB 2.0, HDMI Typ C, Fernbedienung über RM-S1 möglich
- Akku: InfoLITHIUM NP-FM500H
- Abmessungen: 132,1 × 97,5 × 80,7 mm
- Gewicht: ca. 543 g (ohne Akku, Objektiv, Speicherkarte), ca. 622 g (einsatzbereit)
- Hergestellt in: Thailand[2]

## Modellvarianten und Positionierung
Die Alpha 65 besitzt kein direktes Vorgängermodell, wird aber oft als Nachfolger der Sony Alpha 700 betrachtet – mit modernerer Ausstattung, aber weniger professionellen Features. Im Gegensatz zur Alpha 77 verzichtet sie auf ein Magnesiumgehäuse und Wetterfestigkeit zugunsten eines leichteren Polycarbonat-Gehäuses. Als Sony a65v verfügt die Kamera über GPS-Empfang und überträgt die Geodaten in die Dateien.